# Kathedraal van Triëst

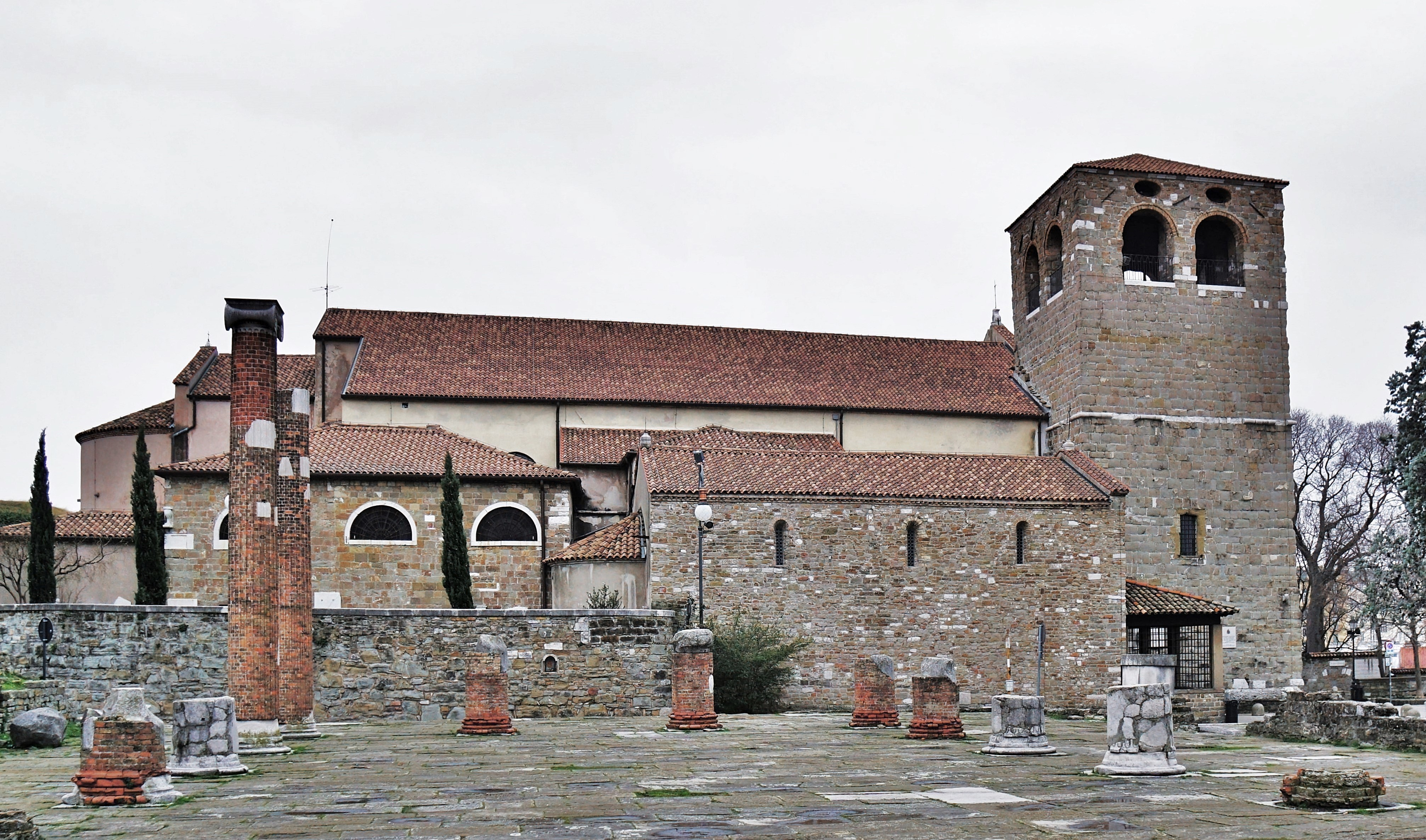
Zijgevel van de kerk

De kathedraal van Triëst (Italiaans: Cattedrale di San Giusto) in de Italiaanse stad Triëst dateert uit de 14e eeuw.

## De kerk
De kathedraal staat aan het einde van de Via Cattedrale. De oudste delen van de kathedraal zijn op oude Romeinse fundamenten gebouwd tussen de 9de en 11de eeuw, toen twee aparte kerken naast elkaar werden gebouwd. In de 14de eeuw werden de twee gebouwen samengetrokken. Bij het betreden van de kerk valt het nauwelijks op dat de stijl van het linker en rechter deel van de kerk verschillend zijn. De voorgevel van de kerk is noodgedwongen asymmetrisch. Aan de voorgevel staan de borstbeelden van drie bisschoppen van Triëst: de latere paus Pius II, Rinaldo Scarlicchio en Andrea Rapicio.
Zowel de klokkentoren (1337) als de voorgevel zijn versierd met Romeinse stenen. Middenin bevindt zich een rond gotisch raam. In het linker deel van de kerk zijn Venetiaanse mozaïeken uit de 12de eeuw.
In het rechter deel van de kerk is een crypte, waar de Bourbons uit Spanje zijn begraven.

## De directe omgeving
Links voor de kerk zijn opgravingen uit 1930 te zien waarbij duidelijk is dat onder de kathedraal Romeinse fundamenten liggen.
Op het plein voor de kerk is een monument voor de wapenstilstand van de Eerste Wereldoorlog. Door een ijzeren hek naast de kerk kan men de Orto Lapidario (tuin) binnengaan. Hij is in 1834 aangelegd door Domenico Rossetti over de voormalige begraafplaats van San Giusto.
Achter de kerk ligt het Romeinse forum met de resten van een basilica. Aan het einde van het forum daarvan staat een oorlogsmonument. Naast het forum staat het Castello di San Giusto, een Oostenrijks fort.

## Begraafplaats
In 1768 werd Johann Winckelmann begraven naast de kathedraal. In 1833 werd daar een monument bij geplaatst door Rossetti.

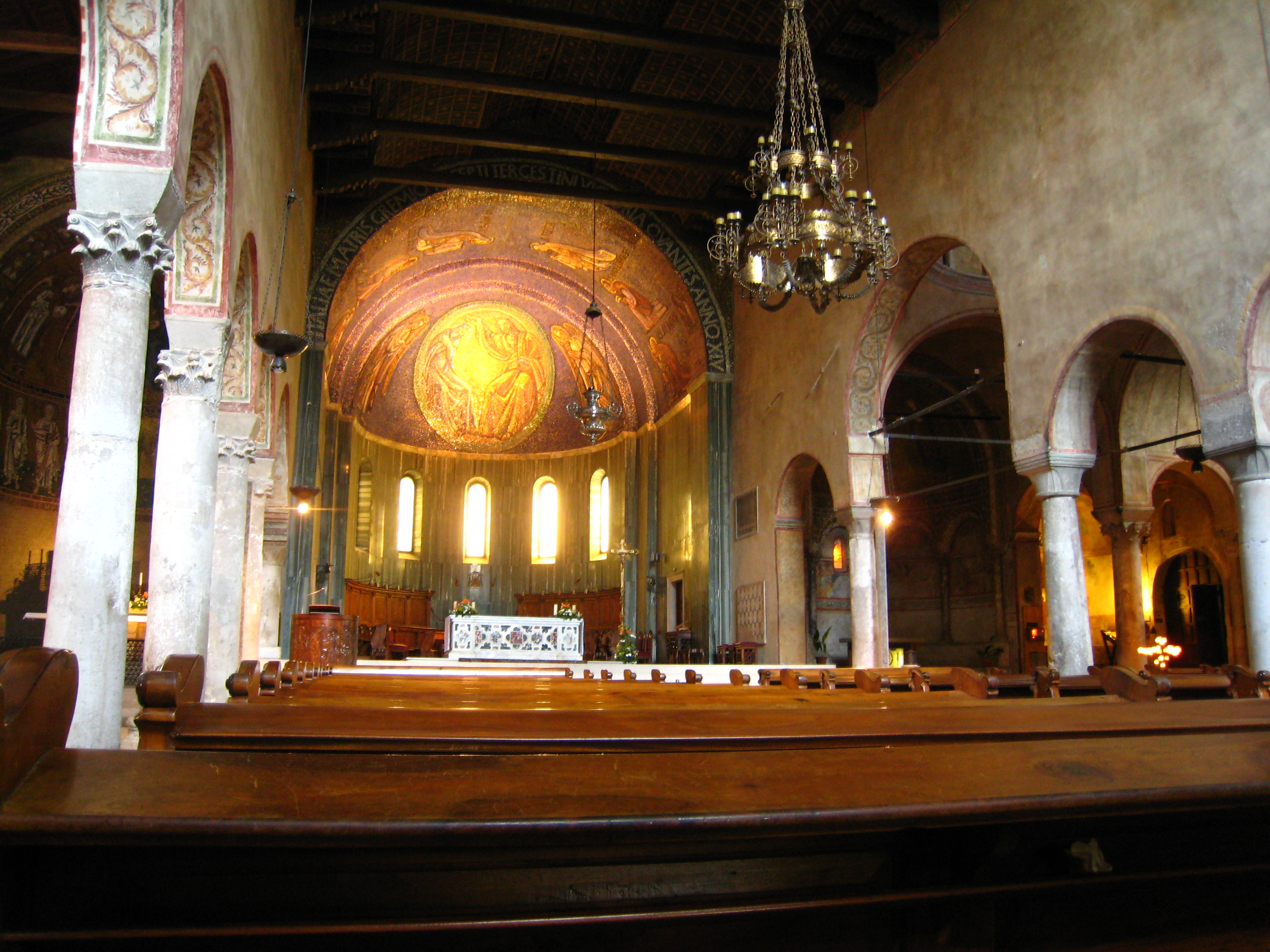
Interieur in twee stijlen
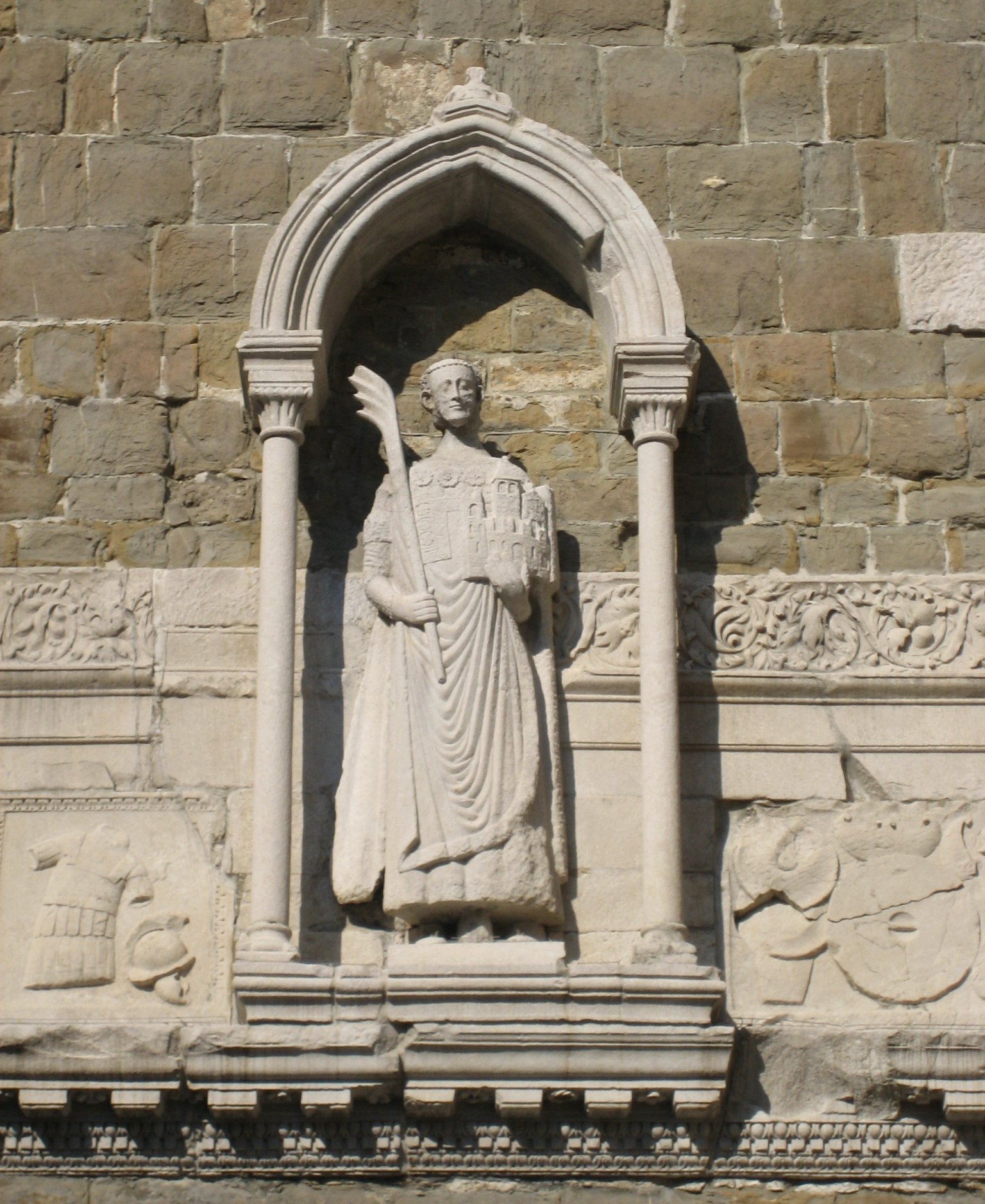
Sint-Justus
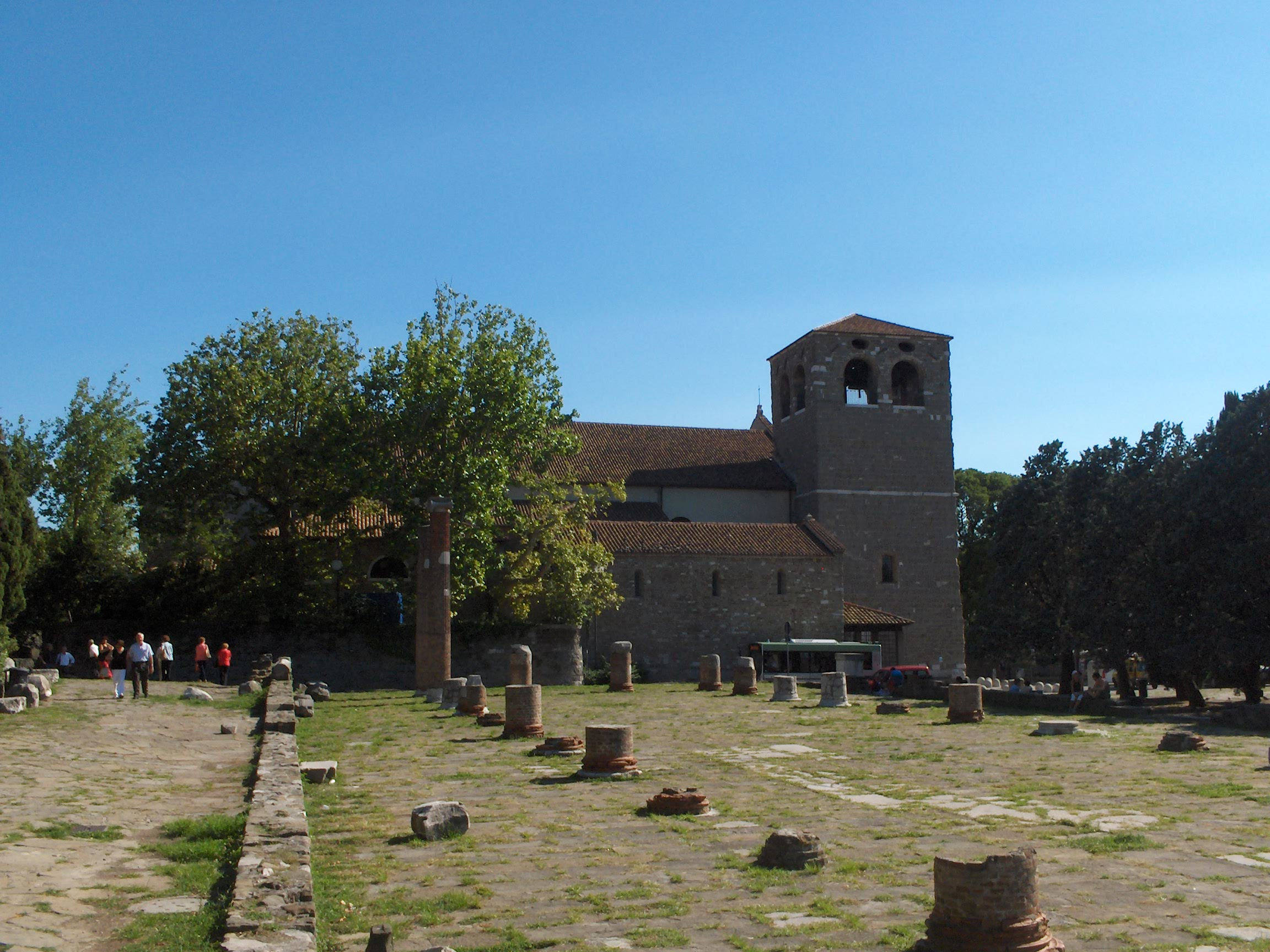
Forum achter de kerk